# Mobilheim

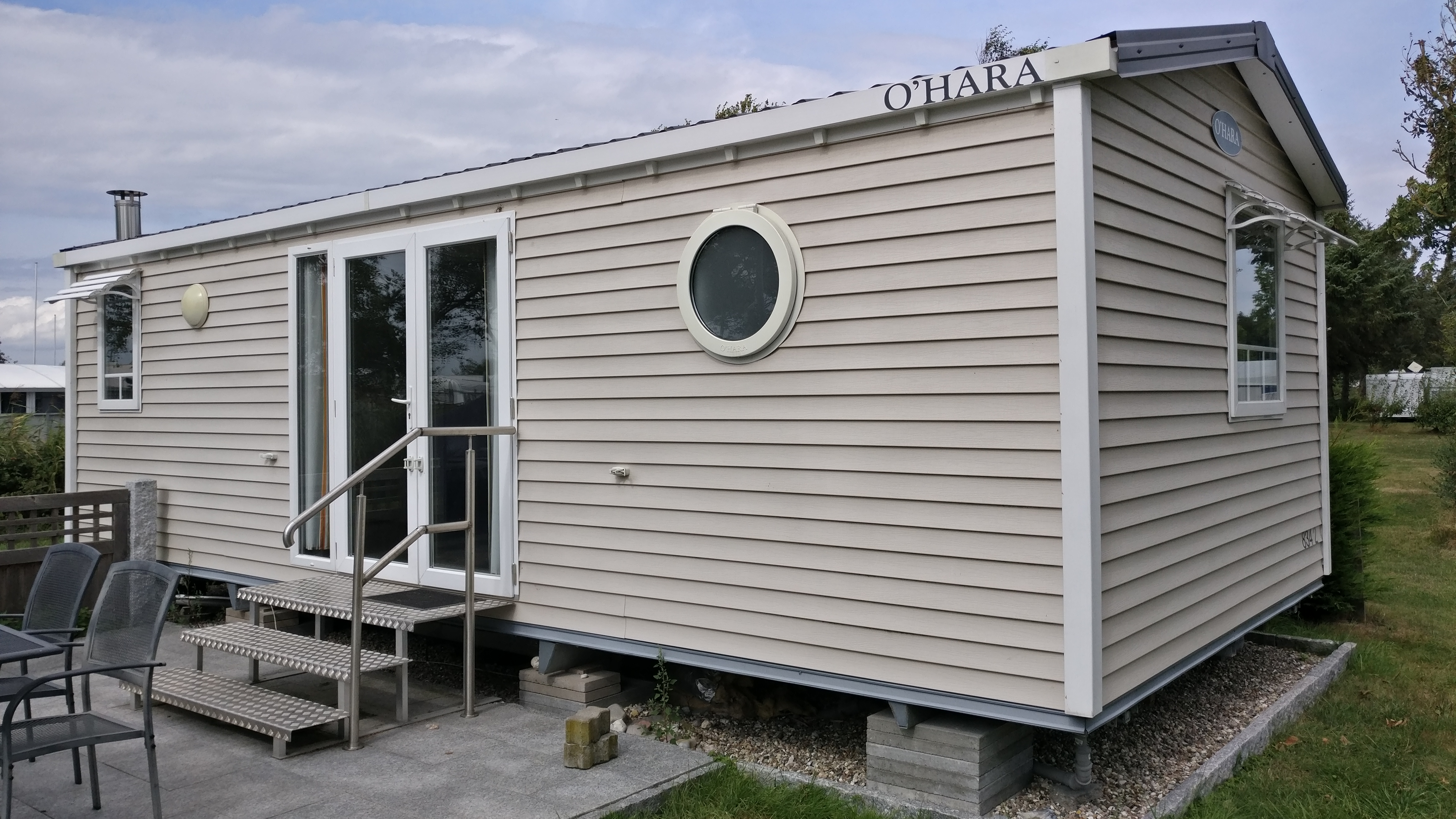
Ein modernes europäisches Mobilheim

Ein Mobilheim, Engl. Mobile home, ist eine transportable Wohneinheit, deren Inneneinrichtung mit einer Wohnung vergleichbar ist. Mobilheime sind eine Form mobiler Architektur. Im Gegensatz zum Wohnwagen haben Mobilheime keine Straßenzulassung und können nur per Lastkraftwagen über längere Strecken transportiert werden. Zum Bewegen auf einem Campingplatz oder in einer Wohnwagensiedlung besitzt ein Mobilheim eine einfache Achse ohne Bremse.
Die begrenzte Mobilität genügt, um mit dem in Deutschland erlaubten Aufstellen von Mobilheimen auf Dauer-Campingplätzen ein Feriendomizil zu haben, ohne die sonst üblichen Bauvorschriften erfüllen zu müssen. Auf vielen Campingplätzen sind Mobilheime vorhanden; oft werden sie vermietet.

## Der Aufbau
Der Aufbau eines Mobilheims folgt grundsätzlich einem bestimmten Schema. Dieses kann je nach Modell und Hersteller leicht abweichen. Auch die Materialien und die Dämmstoffe unterscheiden sich und können den Wünschen der Kunden angepasst werden. 

### Boden und Fahrwerk
Bei einem Mobilheim besteht die Basis des Bodens oft aus einer Balkenlage und einem Tragechassis. Dieses kann entweder aus Holz oder aus Stahl gefertigt werden. Auf die Tragekonstruktion können Fußbodenplatten aus Sperrholz verlegt werden. Je nach Modell und Preisklasse befindet sich zwischen Tragkonstruktion und Bodenplatten eine Dämmschicht, die unterschiedlich dick sein kann.
Die oberste Schicht des Fußbodens bildet der Fußbodenbelag. Hier können die gleichen Materialien wie in festen Häusern verlegt werden. Damit das Mobilheim transportiert werden kann, benötigt es ein Fahrgestell und eine Deichsel. Beide bestehen grundsätzlich aus Stahl, um die Schwerlast auszuhalten.

### Wände

#### Innenwände
Die Innenwände eines Mobilheims bestehen in der Regel aus Gipskarton oder MDF-Paneelen. Aufgrund der geringen Größe eines Mobilheims ist es sinnvoll, die Wände mit einer Schalldämmung auszustatten.

#### Außenwände
Die Außenwände von Mobilheimen können aus unterschiedlichen Materialien gefertigt werden. Für winterfeste Mobilheime ist Holz als Grundmaterial empfehlenswert. Für eine lange Haltedauer sollten neben einer guten Dämmung auch Dampfsperren in den Außenwänden integriert werden. Günstige Modelle haben oft Alu-Verschalungen und sind schlecht isoliert.

### Dach
Grundsätzlich sind bei Mobilheimen alle Dachformen möglich. Hersteller und Kunden verwenden größtenteils Flach- und Satteldächer, um die Kosten gering zu halten. Das Dach besteht aus einer Dachbalkenkonstruktion, einer Dämmung, Dampfsperre und Hinterlüftungsebenen, Holzwerkstoffplatten und der Innen- und Außenverkleidung. Von innen wird die Konstruktion in der Regel mit Gipskarton oder MDF-Paneelen bedeckt. Außen werden die Holzwerkstoffplatten oft mit Bitumenschindeln verkleidet. Auch begrünte Dächer sind möglich.

### Fenster und Türen
In Mobilheimen können Fenster und Türen je nach Geschmack verbaut werden. Alle Größen und Formen sind denkbar. Für eine ausreichende Dämmung sollten die Fenster mindestens doppeltverglast und die Außentüren gut gedämmt sein.

### Außenbereich
Oft stehen Mobilheime leicht erhöht und werden mit Verandas ausgestattet. Bodennahe Mobilheime können durch Terrassen erweitert werden.

### Innenausstattung
Die Inneneinrichtung ist vergleichbar mit der einer kleinen Wohnung. So gibt es Küche, Bad und die in Wohnräumen üblichen elektrischen Installationen. Mobilheime haben einen Anschluss für Strom sowie Frisch- und Abwasseranschlüsse und ein Bad, Toilette mit Wasserspülung sowie Dusche oder Badewanne. Die Küchen sind meist Einbauküchen mit Kochfeld, Edelstahlspüle, Kühlschrank usw.
Mobilheime bieten ausreichend Platz, um Möbel (zum Beispiel Couch, Schrank, Bett)  aufstellen zu können. Dagegen hat ein Wohnwagen ausschließlich festeingebaute Möbel; die meist U-förmige Sitzgruppe kann fast immer zu einer Liegefläche umgebaut werden.

## Mobile homesin den USA

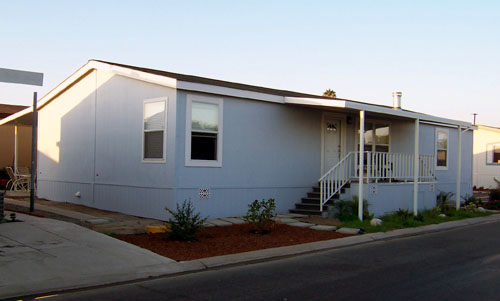
Ein modernes „doppeltes“ Mobile home in den USA

In den Vereinigten Staaten versteht man unter einem Mobile home oder Trailer auch transportable Wohneinheiten, die keine Achse besitzen. Sie werden in einer Produktionsstätte hergestellt oder zumindest dort vorgefertigt und danach an ihren Bestimmungsort transportiert. Grundsätzlich können diese Gebäude nachträglich noch bewegt werden, je nach Bauart ist dies mehr oder weniger aufwändig. In der Regel ist diese Bauweise billiger als an Ort und Stelle errichtete Bauten. Es gibt in den USA daneben auch Mobile homes, die wie die in Europa bekannten Mobilheime aussehen. Sie stehen in einfachen Wohnwagensiedlungen (Trailer parks) und auch in komfortableren Anlagen mit Schwimmbecken. 
Mitte der 1970er-Jahre lebten in den USA acht Millionen Menschen in 3,4 Millionen Mobilheimen. Dem war eine Veränderung in der Praxis der Garantievergaben für Hypothekenkredite vorausgegangen. Der Housing Act von 1969 erlaubte der Federal Housing Administration, erstmals Mobilheimhypotheken bis zu einem Wert von 10.000 Dollar und einer Laufzeit von bis zu zwölf Jahren zu versichern. 2018 gab es in Amerika etwa 8,5 Millionen Mobilheime, das entspricht etwa 10 % des Wohnungsbestands. Mobilheime sind ein überwiegend amerikanisches Phänomen, obwohl es auch in Kanada und dem Vereinigten Königreich Plätze für Mobilheime oder dauerhaft aufgestellte Wohnwagen gibt, die aber nicht in demselben Umfang genutzt werden.

## Belege
1. ↑  Donald Sullivan: Housing in the 1970’s, in: Gertrude Sipperly Fish (Hrsg.), The Story of Housing, New York, 1979, S. 382–398, hier S. 387.
2. ↑  Mobile home parks move from mom-and-pop to corporate, Jennifer Brown, Kevin Simpson, AP News, 16. September 2019
3. ↑  Why do so many Americans live in mobile homes?, Tom Geoghegan, BBC News, 24. September 2013